# Victime ale Revoluției Române de la 1989

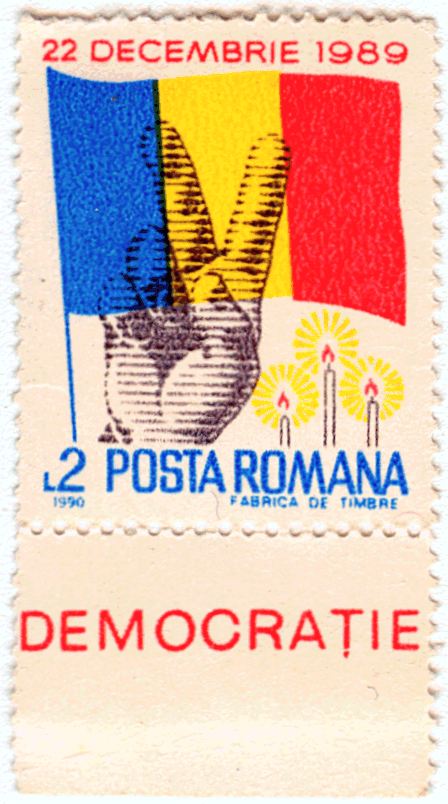
Timbru din 1990

Lista de mai jos enumeră persoanele participante la Revoluția din 1989 care au decedat sau au fost rănite în timpul evenimentelor. Revoluția din 1989 a avut în total 1.166 de victime în orașele declarate martir: Alba Iulia, Arad, Brașov, Brăila, București, Buzău, Caransebeș, Cluj-Napoca, Constanța, Craiova, Cugir, Hunedoara, Lugoj, Reșița, Sibiu, Târgoviște, Târgu Mureș, Timișoara.
Potrivit statisticilor Institutului Revoluției Române, între zilele de 17 și 22 decembrie 1989 s-au înregistrat 271 de decese, între 22 și 25 decembrie, alte 715 decese, iar după 25 decembrie au fost înregistrate încă 113 victime. Fără dată exactă au fost înregistrate 67 de decese.  

## Arad

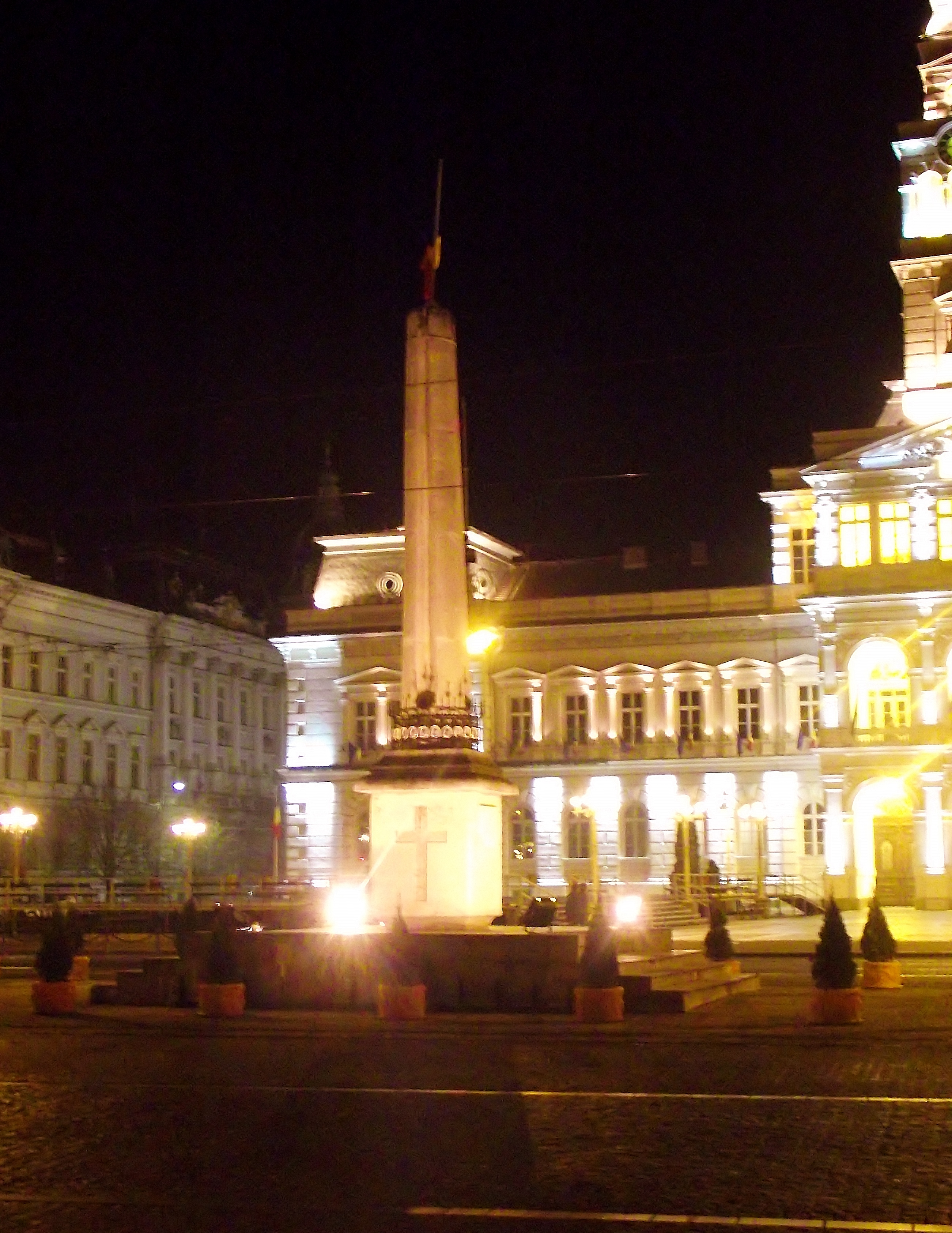
Monumentul dedicat Eroilor Revoluției de la 1989 din Arad

### Decedați
Bătrâna Ștefan, Bugy Robert-Paul (18 ani) - elev, Bute Ioan (23 ani) - subl. M.I.,
Clepe Gheorghe (27 ani) - sergent major M.I., a fost împușcat la Arad, în 24 decembrie 1989 și avansat sublocot. post-mortem,
Cojocaru Ladislau
Cosma Marius (19 ani) - militar în termen la MApN,
Crișan Aurel-Sofonea (38 ani)
Crișan Vasile (42 ani)
Duma Pavel (32 ani) - It. maj. la miliția orașului Arad, a fost împușcat în 24 decembrie 1989 în orașul de pe Mureș, iar numele înscris pe monumentul ridicat la Arad,
Dumitrașcu Costel-Augustin (19 ani) - militar la UM 01214-lneu,
Hartman Marius-Alfred (18 ani),
Lucaciu Octavian-lon (37 ani),
Lucas Zoltan-Ștefan (31 ani),
Mada Mihai-Florin (18 ani) - elev,
Pușcau Adrian-Victor (20 ani),
Renoiu Gelu-lustinian (23 ani),
Safaleru Andrei (19 ani),
Toth Sandor (44 ani) - cetățean ungar membru al Forumului Democrat din Ungaria, a venit conducând un convoi de Cruce Roșie cu ajutoare pentru România. In 24 decembrie 1989, securiștii români l-au împușcat la Arad.

### Asociații ale revoluționarilor sau victimelor revoluției din Arad
- Organizația Revoluționară 1989 Arad Website
- Asociația răniților și urmașilor celor decedați în decembrie 1989 - Arad
- Fundația Județeană Arad a Revoluției din decembrie 1989

## Bacău

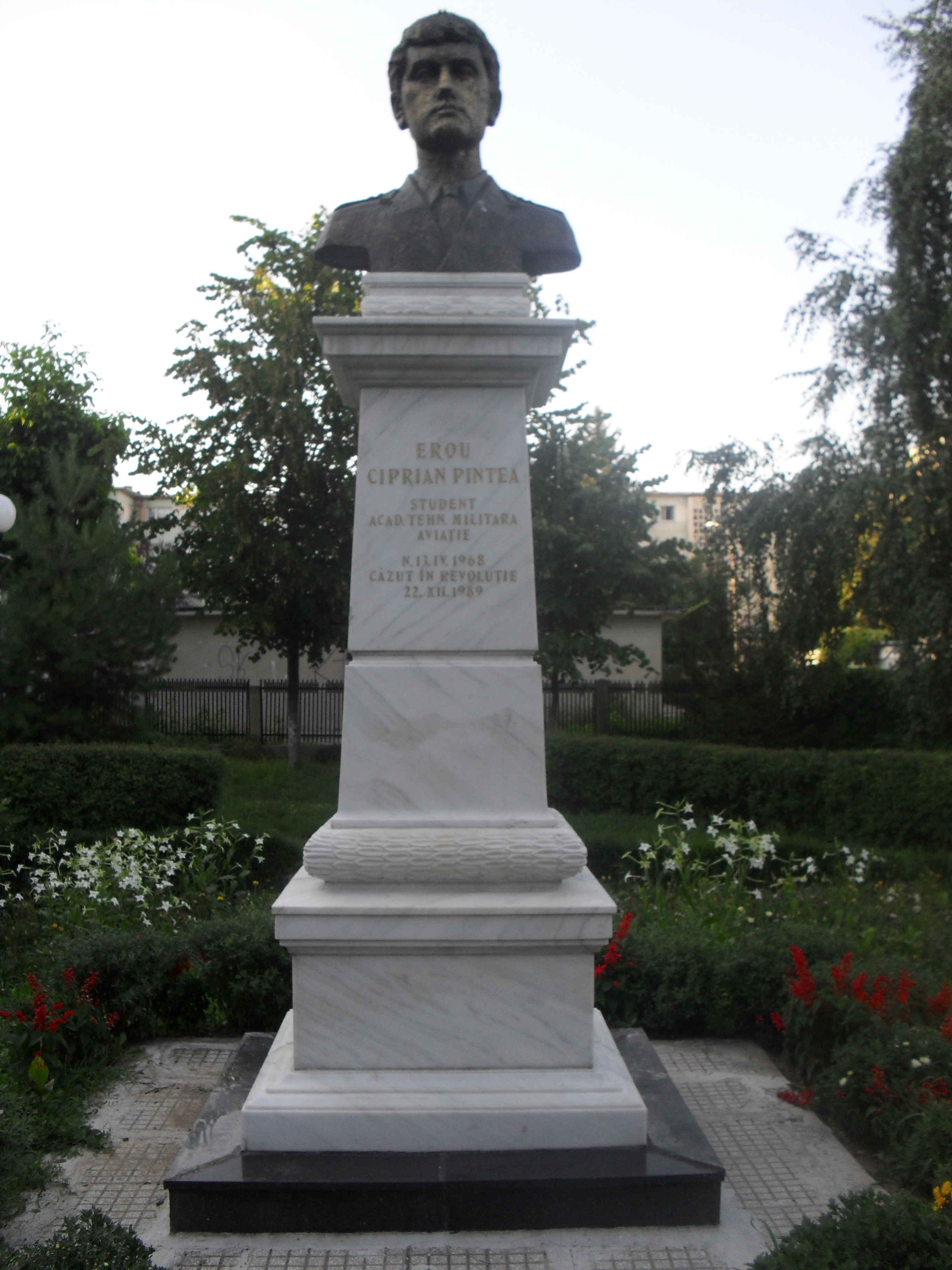
Monumentul eroului Ion Ciprian Pintea din Bacău

Decedați la Revoluție, Băcăuani: Marius Costel Hasan (n. 1971), Gheorghe Aurel Nechita (n. 1960), Ion Ciprian Pintea  (n. 1968), Mihai Brezuleanu (n. 1969), Gheorghe G. Rusu (n. 1965); din județ: Eugen Antal (n. 1969), Vasile Bantu (n. 1956), Petrică Ladaru (n. 1970), Vanea Valentin Timoșenco (n. 1962). 

## Brașov

### Asociații ale revoluționarilor sau victimelor revoluției din Brașov
- Portalul Revoluției (website), lansat la 27 august 2005 de „Consiliul Municipal Provizoriu de Reprezentare Cetățenească Brașov”
- Nicușor Vlase

## București
Adrian Radu Don (25 ani), Diana AIexandra Donea (18 ani), Andrei Eugen Radu (20 ani), Călin Alexandru (37 ani), Călin Sandu (39 ani), Constantin Bucur (31 ani), Cornel Baldovin (38 ani), Cristian Florea (23 ani), Dumitrel Mandru (29 ani), Emil Duhnea (29 ani), Emilian Bendorfean (34 ani), Eugen Bîrluțiu (29 ani), Eugen Petre (25 ani), Florin Corneliu Baban (22 ani), George Cristian Stanciu (28 ani), George Richard (25 ani), Gheorghe Constantin (16 ani), Gheorghe Nichita (20 ani), Gheorghe Săvescu (18 ani), Ilie Vlad (20 ani), Ion Rădulescu (43 ani), Liviu Iulian Marin (17 ani), Mihai Lucrețiu Gâtlan (19 ani), Luiza Mioara Mirea (22 ani), Maria Munteanu (24 ani), Marian Ilie (36 ani), Nelu Mitu (33 ani), Nicolae Mateescu (26 ani), Nicolae Nicolae (18 ani), Nicolae Stegaru (35 ani), Petre Poptean (24 ani), Petru Poptean (24 ani), Radu Ionescu (27 ani), Radu Voiculescu (20 ani), Răzvan Zamfirescu (21 ani), Robert Bacalu (26 ani), Roberto Sandu (22 ani), Ruslan Manea (26 ani), Ruxandra Mihaela Marcu (21 ani), Silviu Stan (19 ani), Martin Marius Reti (25 de ani), Sorin Stermin  (18 ani), Ștefan Achim (43 ani), Torino Nicolae Mateescu (52 ani), Valentin Moraru (37 ani), Valentina Pandele (21 ani), Vasile Florea (21 ani), Vinerian Bădoi (29 ani), Viorel Oprea (22 ani), Vasile Macsențian (37 ani).

## Cluj-Napoca

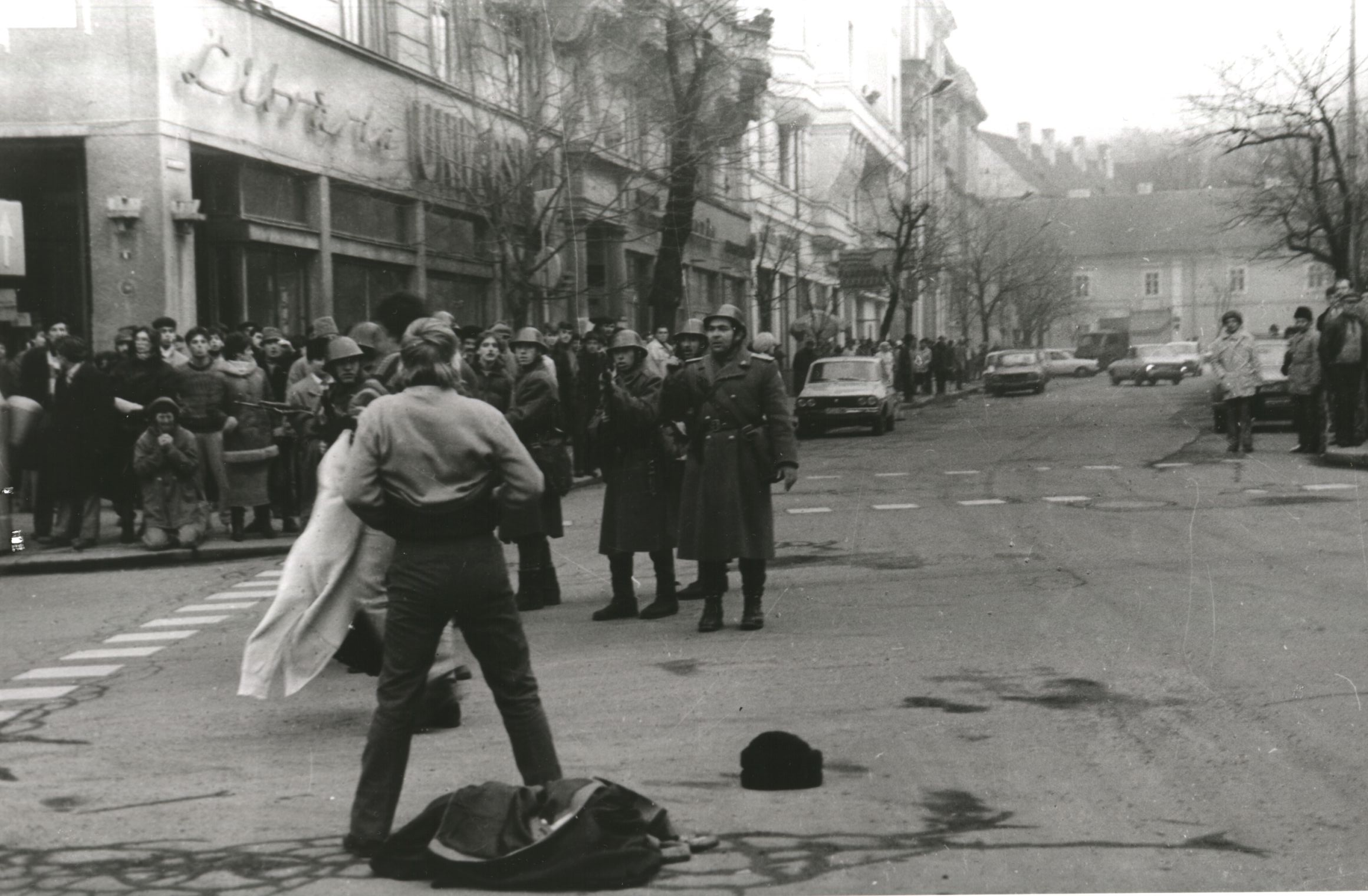
Manifestant desfăcându-și cămașa în fața armatei în Piața Libertății din Cluj

### Decedați
Lista persoanelor decedate la Revoluția din 1989 la Cluj:

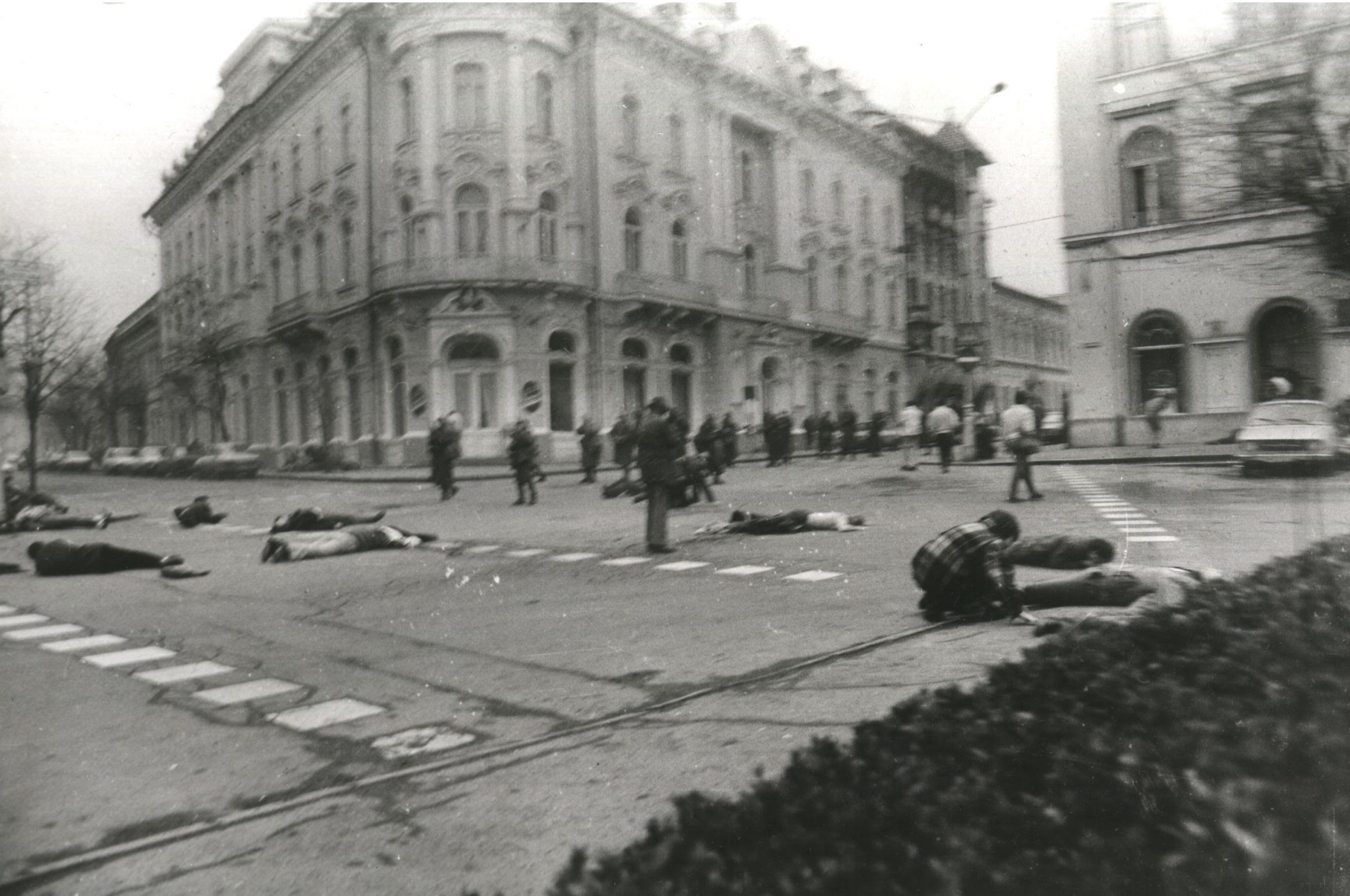
Morți și răniți în Piața Libertății din Cluj

| Nume                  | Detalii                                                                                                  |
| --------------------- | --- |
| Szabó Attila          | |
| Merca Aurel           | |
| Matiș Lucian          | artist plastic                                                                                           |
| Jurja Sorinel Dorinel | |
| Pedestru Horia        | profesor                                                                                                 |
| Marin Vergică         | |
| Tamás Burgya Iosif    | |
| Cristurean Rodica     | |
| Egyedi Imre           | |
| Borbély István        | muncitor tipograf, născut la 20.01.1958, căzut în Piața Libertății                                       |
| Cioară Viorel         | infirmier la Institul Oncologic din Cluj, născut la 09.04.1939, decedat la Spitalul Municipal            |
| Țiclete Mihai Călin   | |
| Borș Grigore          | sculer matrițer la IMSAT București, Brigada Ardeal, născut la 20.05.1961, căzut în zona Fabricii de Bere |
| Pop Teodor            | |
| Ciortea Emil          | |
| Ballai Csaba Zoltán   | student, născut la 18.05.1971, căzut în zona Fabricii de Bere                                            |
| Vălean Ioan           | |
| Inclezan Ioan         | |
| Misan Corina Luminita | |
| Chira Ioan            | tipograf, născut la 12.08.1953, căzut în zona Fabricii de Bere                                           |
| Dinu Adrian Smical    | |
| Ioan Rusu             | |
| Gheorghe Adrian Nasc  | |
| Szabó Ștefan          | |
| Ioan Sabău            | |
| Alexandru Pop         | |
| Iosif Cionca          | |
| Fanel Ciupitu Chican  | |

### Răniți
Lista persoanelor rănite la Revoluția din 1989 la Cluj:
| Nume                        | Detalii                             |
| --------------------------- | ----------------------------------- |
| Nemeș Alexandru Călin       | actor                               |
| Nagy Eugen                  | Împușcat în Piața Libertății        |
| Danea Mihai                 | Împușcat în Piața Libertății        |
| Nagy Aba                    | Împușcat în Piața Libertății        |
| Lupșa Dorel                 | Împușcat în Piața Libertății        |
| Csudom Ștefan               | Împușcat în Piața Libertății        |
| Machek Mircea Eduard        | Împușcat în Piața Libertății        |
| Farkas Csilla Ildikó        | Împușcată în Piața Libertății       |
| Suciu Ladislau              | Împușcat în Piața Libertății        |
| Lăpușan Dorel               | Împușcat în Piața Libertății        |
| Lung Leontin                |                                     |
| Czegheni Mariana            | Împușcată în Piața Libertății       |
| Feher Victor                | Împușcat în Piața Libertății        |
| Bărdaș Livia                | Împușcată în Piața Libertății       |
| Mureșan Emil                | Împușcat în Piața Libertății        |
| Ilea Daniel                 | Împușcat în Piața Libertății        |
| Pașcu Traian                | Împușcat în Piața Libertății        |
| Ducla Augustin              | Împușcat în Piața Libertății        |
| Pastor Gheorghel            | Împușcat în Piața Libertății        |
| Lung Ioana Dan              | Împușcată în Piața Libertății       |
| Doboș Mihai Odon            | Împușcat în Piața Libertății        |
| Jașcău Vasile               | Împușcat în Piața Libertății        |
| Nemeti Cristea Niculae      | Împușcat în Piața Libertății        |
| Falup Alexandrina Laurenția | Împușcată în Piața Libertății       |
| Borhidi Ioan                | Împușcat în Piața Libertății        |
| Durdeu Marius               | Împușcat în Piața Libertății, 6 ani |
| Bălan Ioan                  | Împușcat în Piața Libertății        |

## Hunedoara
În Hunedoara șase oameni au murit și aproape 20 au fost răniți, autorii masacrelor rămânând necunoscuți. Schimburi de focuri cu persoane necunoscute s-au purtat între 22 decembrie 1989 și 26 decembrie 1989, în zona celor două unități militare învecinate de la marginea Hunedoarei, regimentul – U.M. 01933 și divizionul tehnic – U.M.01852.
Lista celor căzuți victime actelor teroriste din decembrie 1989, la Hunedoara: maiorul post-mortem Stîngă Ioan Mircea, ucis în 23 decembrie 1989 cu o rafală de mitralieră, sublocotenentul post-mortem Merticaru Dumitru, împușcat în cap, de la mică distanță,  în 22 decembrie 1989, sublocotenentul post-mortem Cotfas Aurel Marinel, sublocotenentul post-mortem Lazăr Rotaru, soldați uciși prin împușcare în 23 decembrie 1989, sublocotenentul post-mortem Cristea Valeriu, doborât în zona urbană a Hunedoarei, prin împușcare cu muniție explozivă, muncitorul Moruneac Ioan, împușcat mortal în ziua de 24 decembrie 1989, în timp ce se afla în dispozitivul de pază constituit la bazinele de apă, de lângă Pădurea Chizid.

## Sibiu

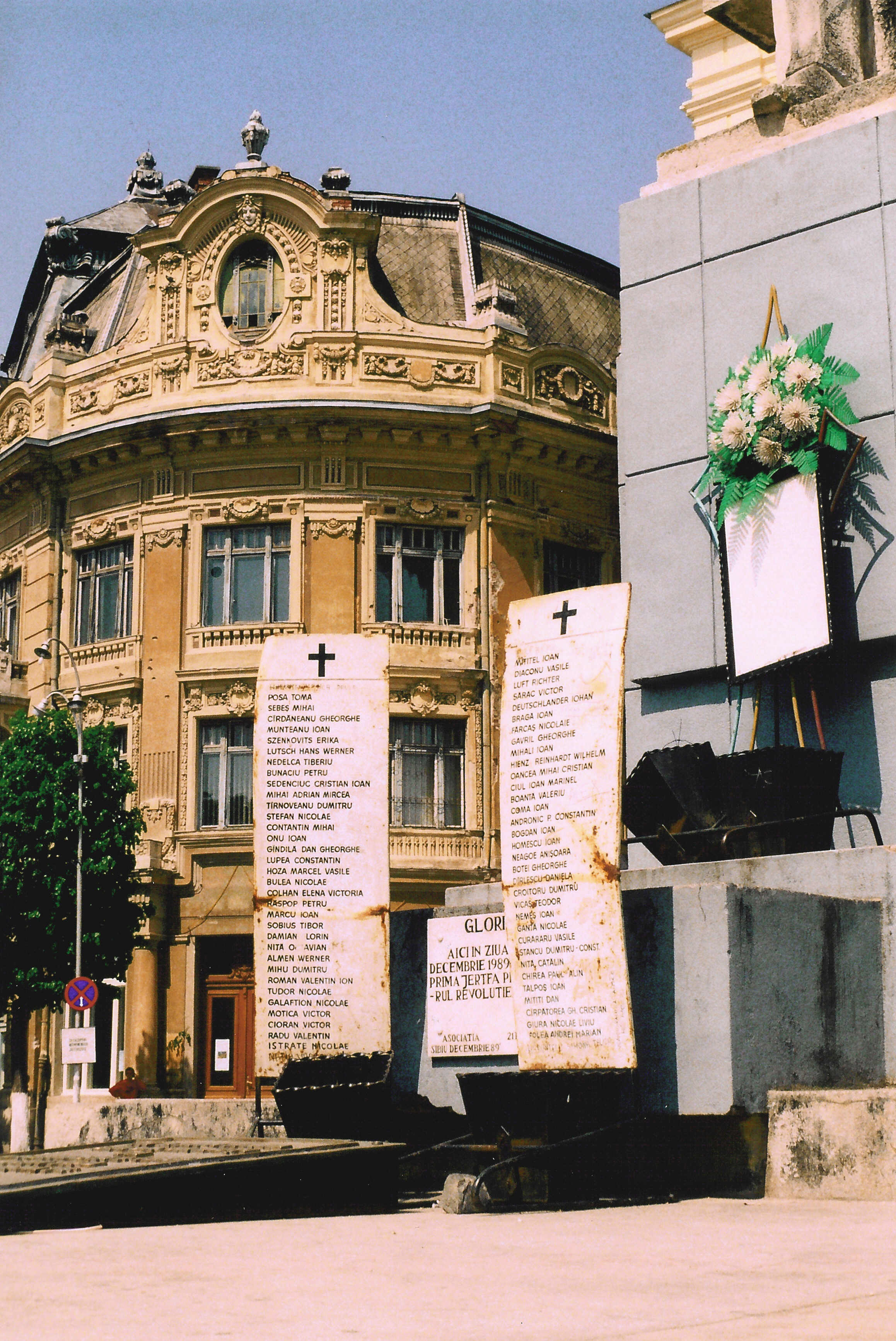
Memorialul eroilor revoluției din 1989, din Sibiu

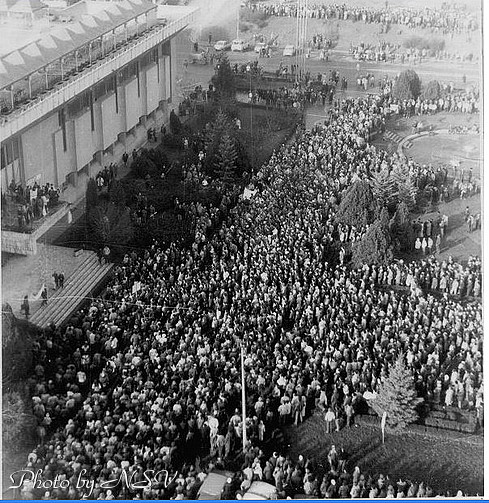
Memorialul eroilor revoluției din 1989, din Sibiu

#### Decedați[7]
Poșa Toma, Sebeș Mihai, Cîrdăneanu Gheorghe, Munteanu Ioan, Szenkovits Erika, Lutsch Hans Werner, Nedelca Tiberiu, Bunaciu Petru, Sedenciuc Cristian Ioan, Mihai Adrian Mircea, Tîrnoveanu Dumitru, Stefan Nicolae, Constantin Mihai, Onu Ioan, Gîndila Dan Gheorghe, Lupea Constantin, Hoza Marcel Vasile, Bulea Nicolae, Colhan Elena Victoria, Răspop Petru, Marcu Ioan, Sobius Tibor, Damian Lorin, Niță Octavian, Almen Werner, Mihu Dumitru, Roman Valentin Ion, Tudor Nicolae, Galaftion Nicolae, Motica Victor, Cioran Victor, Radu Valentin, Istrate Nicolae,Chiran Silviu, Mititel Ioan , Diaconu Vasile, Luft Richter, Sărac Victor, Deutschlander Iohan, Bragă Ioan, Fărcaș Nicolae, Gavril Gheorghe, Mihali Ioan, Hienz Reinhardt Wilhelm, Oancea Mihai Cristian, Ciul Ioan Marinel, Boantă Valeriu, Coma Ioan, Andronic P.Constantin, Bogdan Ioan, Homescu Ioan, Neagoe Anișoara, Botei Gheorghe, Dîrlescu Daniela, Croitoru Dumitru, Vicaș Teodor, Nemeș Ioan, Ganța Nicolae, Curăraru Vasile, Stancu Dumitru-Constantin, Niță Cătălin, Chirea Paul Alin, Talpoș Ioan, Mititi Dan, Cîrpătoarea Gheorghe Cristian, Giură Nicolae Liviu, NECLAR Andrei Marian, Vasiliu Ilie.

## Miercurea Ciuc

### Decedați
- György László[11] (împușcat de către un milițian la 22 decembrie în Miercurea Ciuc)
- Müller László (sublocotonent în Armata Română, a căzut în noaptea de 22 decembrie la Brașov).[12]

## Timișoara

### Decedați
Au fost arși în secret de Securitate la Crematoriul din București:
Andrei Maria (25 ani), 
Apro Mihai (31 ani), 
Balmuș Vasile (26 ani), 
Balogh Pavel (69 ani), 
Bărbat Lepa (43 ani),
Belehuz Ioan (41 ani), 
Belici Radian (23 ani), 
Bînciu Leontina (39 ani), 
Caceu Margareta (40 ani), 
Carpîn Danuț (25 ani),
Chörösi Alexandru (24 ani), 
Ciobanu Constantin (43 ani), 
Cruceru Gheorghe (25 ani), 
Csizmarik Ladislau (55 ani), 
Ewinger Slobodanca (20 ani), 
Ferkel-Șuteu Ștefan Alexandru (20 ani), 
Gîrjoabă Constantin Dumitru (30 ani), 
Hațegan Petru (47 ani), 
Ianoș Paris (18 ani), 
Iosub Constantin (18 ani),
Ioțcovici Gheorghe Nuțu (25 ani), 
Lăcătuș Nicolae (27 ani), 
Luca Rodica (30 ani), 
Mardare Adrian (20 ani), 
Miron Ion (50 ani), 
Motohon Silviu (35 ani), 
Munteanu Nicolae Ovidiu (25 ani), 
Nagy Eugen Francisc (17 ani), 
Opre Gogu (40 ani), 
Osman Dumitru (24 ani), 
Oteliță Aurel (34 ani), 
Pisek Ștefan, 
Radu Constantin (33 ani), 
Sava Angela Elena (25 ani), 
Sporer Rudolf Herman (33 ani),
Stanciu Ion (42 ani), 
Wittman Petru, 
Zăbulică Constantin (31 ani), 
Zornek Otto 53 ani,

Alte decese: Tășală Remus Marian (33 ani), Avram Ioan Vasile (40 ani).

## Târgu Mureș
În noaptea de 21 decembrie 6 localnici au fost împușcați: Adrian Hidoș (21 ani), Hegyi Lajos (25 ani), Pajka Károly (33 ani), Ilie Muntean (30 ani), Bodoni Sándor (33 ani), Tamás Ernő (38 ani).

## Pitești
Singura victimă din Pitești a fost Mircea Vlăsceanu, salariat la „Uzina Dacia“, împușcat mortal, din greșeală, de către un dispozitiv de militari.

## Total
Pro TV a afirmat că 860 oameni au fost omorâți după 22 decembrie 1989. Altă sursă dă cifra de 306 oameni omorâți între 17 și 22 decembrie 1989. Conform acestei surse, 112 persoane au decedat în luna decembrie 1989, dar nu se cunoaște data (ziua) decesului, iar 44 de persoane au decedat la spital după Revelion în urma rănilor primite în luna decembrie 1989.

### Generale
- Revoluția din 21 decembrie 1989 la Cluj-Napoca

- Statistica Revoluției editat de către Institutul Revoluției Române (o variantă a documentului, lizibilă online, este dispobibilă aici)
- Portalul revoluției (conține opis-uri cu numele victimelor)

### Cluj-Napoca
- Revoluția Română de la Cluj în imagini autor Răzvan Rotta

### Sibiu
- Articol pe Historia.ro
- Lista PortalulRevolutiei.ro

Asociații ale revoluționarilor sau victimelor revoluției din Sibiu
- Asociația Sibiu Decembrie '89 Arhivat în 1 mai 2010, la Wayback Machine., Sibiu
- Asociația Răniții revoluției din 22 decembrie 1989 Arhivat în 24 iunie 2009, la Wayback Machine., Sibiu.

Materiale video
- Trailer Sibiu 1989
- Documentar despre revoluția de la Sibiu - partea 1
- Documentar despre revoluția de la Sibiu - partea 2
- Documentar despre revoluția de la Sibiu - partea 3
- Documentar despre revoluția de la Sibiu - partea 4
- Documentar despre revoluția de la Sibiu - partea 5
- Documentar despre revoluția de la Sibiu - partea 6 (conține lista celor 99 de persoane ucise)
- Materiale filmate neclasificate
- Materiale filmate neclasificate
- Dan Toader -- expoziție foto

### Miercurea Ciuc
- Reacția structurilor de represiune în județul Harghita în zilele Revoluției Arhivat în 19 ianuarie 2019, la Wayback Machine.

### Pitești
- Revoluția la Pitești: cu fanfara împotriva teroriștilor - Articol pe situl Historia.ro

### Târgu Mureș
- 28 de ani de la Revoluție: omagiu adus eroilor din Târgu-Mureș, Zi de Zi
- Articol Arhivat în 22 decembrie 2017, la Wayback Machine. cuvântul-liber.ro (ziar din Târgu Mureș).